# 호리 겐토
호리 겐토(일본어: 堀 健人, 1982년 6월 13일 ~ )는 일본의 전 축구 선수이다.

## 구단 경력
과거 미토 홀리호크에서 활동하였다.